# بولشوي نيمنير (ساها)
بولشوي نيمنير (بالروسية: Большой Нимныр) هي مدينة في جمهورية ياقوتيا في روسيا.